# Haima F7
Haima F7 или Haima Family F7 (福美来F7) — компактвэн, выпускавшийся китайской компанией Haima с 2016 по 2018 год.

## Описание

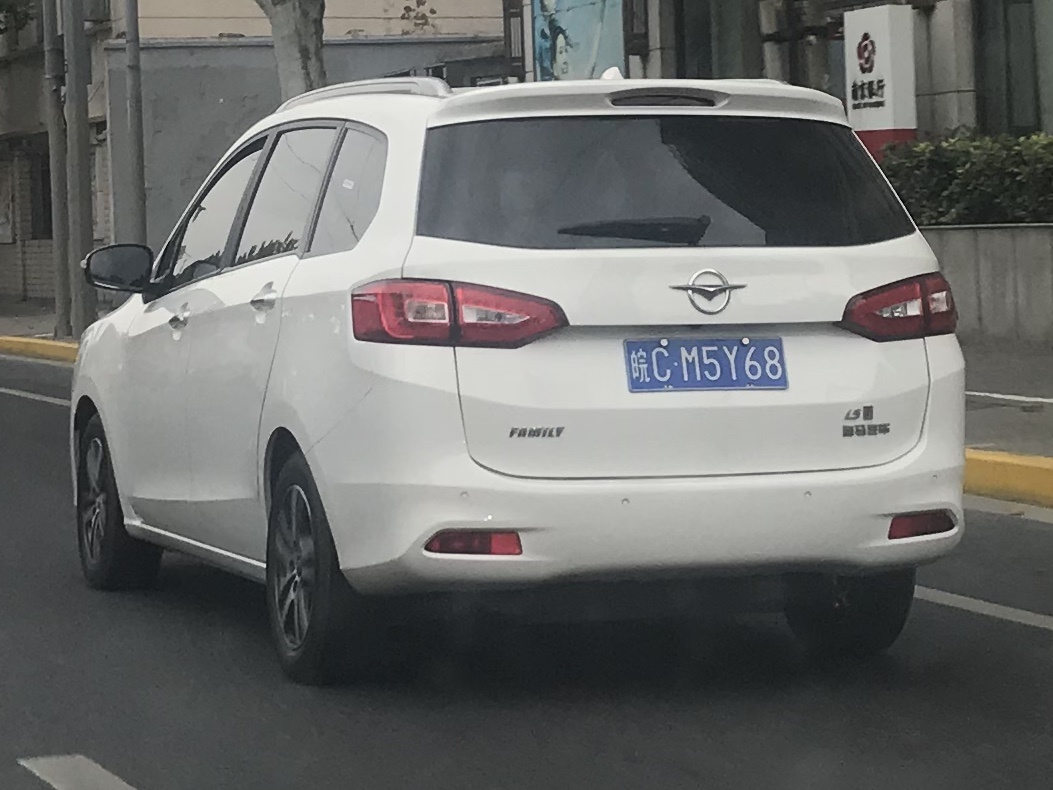
Вид сзади

Haima F7 дебютировал в 2016 году на Пекинском автосалоне под названием Haima V70. В ходе разработки автомобилю был присвоен индекс Haima VB100. Ценовой диапазон варьировался от 79800 до 129800 юаней. Автомобиль оснащён 2,0-литровым атмосферным двигателем мощностью 152 л. с. и крутящим моментом 185 Н⋅м или же 1,5-литровым турбодвигателем мощностью 156 л. с. и крутящим моментом 220 Н⋅м. Двигатели сочетались в паре с шестиступенчатой механической или же автоматической трансмиссией. В 2017 году автомобиль был переименован в Haima Family F7.